# Northway
Northway é uma Região censo-designada localizada no estado americano de Alasca, no Southeast Fairbanks Census Area.

## Demografia
Segundo o censo americano de 2000, a sua população era de 95 habitantes.

## Geografia
De acordo com o United States Census Bureau, a localidade tem uma área de 54,3 km², dos quais 49,7 km² cobertos por terra e 4,6 km² cobertos por água.

## Localidades na vizinhança
O diagrama seguinte representa as localidades num raio de 72 km ao redor de Northway.